# شاهد احمد
شاهد احمد (انگلیسی: Shahed Ahmed؛ زادهٔ ۱۳ سپتامبر ۱۹۸۵) بازیکن فوتبال اهل بریتانیا است.
از باشگاه‌هایی که در آن بازی کرده‌است می‌توان به باشگاه فوتبال اسپورتینگ بنگال یونایتد، باشگاه فوتبال وینگیت و فینشلی، باشگاه فوتبال وایکام واندررز، و باشگاه فوتبال ویمبلدون اشاره کرد.